# Шульмейстер, Борис Борисович
Бори́с Бори́сович Шульме́йстер (11 ноября 1969 года, Москва) — советский и российский автогонщик, является неоднократным призёром чемпионатов России в ряде различных дисциплин. Относится к числу наиболее известных кузовных пилотов в России.

## Биография
Родился 11 ноября 1969 года в Москве. За рулём гоночного автомобиля впервые оказался в 14 лет.
Окончил МАДИ по специальности «инженер». Мастер спорта России, многократный призёр чемпионатов России в различных дисциплинах — кольцо, ралли, трековые гонки.
Первый в истории победитель Кубка «Honda Civic» 2003 года. Серебряный призёр Кубка Восточной Европы, победитель зимнего фестиваля автоспорта «Мороз», обладатель Большого Приза губернатора Московской области, серебряный призёр Кубка «Фольксваген Поло».
В декабре 2002 года Шульмейстер сменил Алексея Мочанова в качестве ведущего автомобильной программы «АБС» на телеканале ТВС.
Тестирует автомобили, делает свою телепрограмму, комментирует гонки, занимается подготовкой автоспортсменов.
Женат, имеет двух дочерей.

## Гоночная карьера
- 1984 — Дебют в автоспорте. Автомногоборье. Дворец пионеров и школьников на Воробьевых горах
- 1986 — Автомногоборье. Команда МАДИ
- 1988 — Автокросс. Команда СКА МВО
- 1991—1998 — участвовал в авторалли
- 1998 — Кольцо. Национальная гоночная серия АСПАС
- 1999 — Ралли. Ралли «Спутник» — 2-е место, Ралли «Медведь» — 2-е место. Горные гонки — Чемпионат Москвы — 1-е место
- 2000 — Чемпионат России. Класс «Туризм 2000». 4 место (личный и командный зачёт)
- 2001 — Кольцо. Кубок VW Polo. Команда «Шишкин Лес Автоспорт». Победитель 3-х этапов. 2-е место в личном зачёте, 1-е — в командном. Кольцо. Еврофинал Кубка VW Polo. 3-е место
- 2002 — 24-часовой марафон «Крылатское» — 2-е место
- 2003 — Кольцо. Чемпионат России. Туринг. Авто: Honda Integra. 1-е место на третьем этапе. Кольцо. Кубок Honda Civic. Из 6 этапов 3 победы, 2 вторых места, 1 — третье. Победы во всех квалификациях. 1-е место в общем зачёте. Кольцо. Кубок Восточной Европы. Класс «Туринг». 2-е место
- 2004 RTCC Туринг 8-место
- 2004 — Кольцо. Команда «CORUS Motorsport». Класс Туринг. Кубок Honda Civic. 2 вторых места и 1 третье
- 2005 — Бронзовый призёр Кубка России в классе Honda Civic. Серебряный призёр Чемпионата России в классе «Super light» в командном зачёте
- 2006 — Участие в Чемпионате России по АКГ в составе команды «РУС-ЛАН», 2-е место на третьем этапе
- 2007 — Гоночная серия RTСС. Одно 3-е место, одно 2-е место на этапах. Трековые ипподромные гонки. Чемпионат России — бронзовый призёр
- 2007 г. RTCC Туринг Лайт, 6 место
- 2008 — Победитель Всероссийского зимнего фестиваля автоспорта «МОРОЗ», первый в списке призёров Губернатора Московской области, обладатель 4-го места Чемпионата России по зимним трековым гонкам в зачётной группе «N-1600» 2008 года
- 2009 — Бронзовая медаль на Чемпионате России по зимним трековым гонкам в зачётной группе «N-1600» 2009 года
- 2011 — RTCC Туринг-Лайт 2-е место
- 2012 — Lada Granta Cup, 2-е место[4]
- 2014 — Чемпион России в классе «Туринг-Лайт»